# П'єтралунга
П'єтралунга, П'єтралунґа (італ. Pietralunga) — муніципалітет в Італії, у регіоні Умбрія,  провінція Перуджа.
П'єтралунга розташовані на відстані близько 175 км на північ від Рима, 38 км на північ від Перуджі.
Населення — 2118 осіб (2014).
Щорічний фестиваль відбувається 29 вересня. Покровитель — San Gaudenzio.

## Демографія
Населення за роками:

Станом на 1 січня 2023 року в муніципалітеті офіційно проживало 155 іноземців з 28 країн, серед них 82 громадяни країн Євросоюзу та 3 громадяни України.

## Сусідні муніципалітети
- Апеккьо
- Кальї
- Читта-ді-Кастелло
- Губбіо
- Монтоне
- Умбертіде